# Generationsrymdskepp
Ett generationsrymdskepp är en inom science fiction förekommande typ av interstellär rymdfarkost avsedd för så långa resor i såpass måttlig hastighet att den ursprungliga besättningen skulle ha avlidit före resans slut. I reseplaneringen ingår därför att nya generationer föds, tar över farkosten och lämnar den till sina ättlingar.

## Etableringen av konceptet
Etableringen av begreppet av generationsrymdskeppet är ett exempel på samverkan mellan vetenskap och fiktion eftersom många rymdforskare och ingenjörer som bidragit till konceptet med en generationsrymdskepp även var science fictionförfattare. Första tankarna om generationsrymdskepp skrevs ner som kan dateras tillbaka till Robert H. Goddard, raketpionjären som skrev "The Last Migration" (1918).
Ett rymdskepps maximala hastighet bestämdes 1905 när Albert Einstein publicerade sin speciella relativitetsteori som definierade den maximala hastigheten hos ett fysiskt objekt till ljusets hastighet.

## Hinder

### Biosfär
Ett generationsrymdskepp skulle behöva nästan vara helt självgående och ge energi, mat, luft och vatten till alla ombord. Den måste ha utomordentligt tillförlitliga system som kan komma att bibehållas av farkostens invånare under en lång tid. 
Det har framförts oro att immunförsvaret kan försvinna i farkostens miljö. Små konstgjorda slutna ekosystem har byggts i ett försök att förstå de olika rent ingenjörsmässiga problemen med ett helt slutet system, med blandade resultat.

### Biologi och samhälle
Generationsrymdskeppet möter stora biologiska, sociala och moraliska problem som att ta hand om frågor om självkänsla och syfte för olika besättningar iblandade. Till exempel för de som är avsedda för födas, reproducera och dö under transporten. Antropologen John Moore beräknade år 2002  att en befolkning på 150-180 personer skulle utgöra tillräcklig bas av genetisk variation för 60 till 80 generationer, vilket som motsvarar 2 000 år. Under 2013 uppskattade antropologen Cameron Smith att minst en livskraftig befolkning av 14 000 till 44 000 behövs, vilket är långt över tidigare bedömningar. Dessa siffror tar i beaktande risken för till exempel för olyckor och sjukdom. Cameron Smiths analys bygger på en omfattande litteraturstudie och modellering av genetiska effekter i populationer över tid.
Noggrann genetisk screening och användning av spermabanker från jorden skulle möjliggöra en mindre startpopulation med försumbar inavel.

### Kosmiska strålar
Strålningsmiljön i rymden är mycket annorlunda än på jordens yta eller i låg omloppsbana runt jorden på grund av det mycket större flödet av hög kosmisk strålning. Detta kan skada DNA, vilket ökar risken för cancer, grå starr, neurologiska sjukdomar och icke-cancerdödsrisker.
Enda kända praktiska lösning på detta problem verkar vara en tillräckligt tjock avskärmning som ett tjockt lager av is som föreslås i Arthur C. Clarkes bok: "The Songs of Distant Earth".

## I specifika verk
Den tidigaste beskrivningen är från essän "The World, The Flesh, & The Devil" från 1929 av JD Bernal, och konceptet förekommer även i en berättelse från 1940, The Voyage That Lasted 600 Years av Don Wilcox.
I avsnittet "For the World Is Hollow and I Have Touched the Sky" av Star Trek: The Original Series (1968) påträffas ett datorstyrt generationsrymdskepp vars invånare inte vet att de är i en farkost som färdas genom rymden, utan tror sig vara på en stabil värld och att den konstgjorda himlen är verklig. I David Gerrolds roman The Galactic Whirlpool möter Enterprise ett annat generationsrymdskepp på kollisionskurs med ett svart hål vars besättning också har samma tro att farkosten är hela universum. I avsnittet "Mission av Darians" av Månbas Alpha (1975) möter Alphans ett kraftigt skadat men fortfarande befolkat generationsrymdskepp Daria, vars invånare bär en ond hemlighet.
Pixars film WALL-E från 2008 innehåller ett generationsrymdskepp som återgår till Jorden efter många århundraden.